# Tot un senyor
Tot un senyor és una sèrie de televisió emesa i produïda per TV3 (televisió de Catalunya) el 1989, composta d'una temporada de 13 episodis, i protagonitzada per Josep Sazatornil i Buendía. Sentir-lo parlar català va ser una sorpresa per una àmplia majoria del públic de TV3. És un dels clàssics dels inicis de l'aleshores jove cadena nova. Es va confiar en el talent de grans actors catalans que havien fet quasi tota la seva carrera a Madrid.

## Argument
Narcís Pons, un madur solter de vida metòdica i ordenada que viu amb la seva germana, és traslladat per força de l'entitat bancària de Barcelona on treballa, a Vilavallram, un poble fictici de la Catalunya interior on haurà d'acostumar-se a la seva nova vida.

## Actor
Director: Esteve Duran
- Josep Sazatornil i Buendía
- Pepa Arenós
- Pep Cruz
- Àngels Aymar
- Pep Sais
- Carme Fortuny
- Rafael Anglada
- Pere Ponce
- Jordi Urdina
- Teresa Cunillé
- Jesús Ferrer
- Carme Molina
- Elsa Fàbregas